# Marco Galiazzo
Marco Galiazzo (7 de maio de 1983 - Pádua) é um arqueiro italiano. Ele é competidor pelo Centro Sportivo Aeronautica Militare.

## Olimpíadas

### Atenas 2004
Galiazzo competiu em 2004 no tiro com arco individual e por equipes. Ele ganhou os três primeiros rounds, avançando às quartas-de-finais. Nas quartas, Galiazzo enfrentou o americano Vic Wunderle, e derrotou-o por 109-108.
Na semi-final enfrentou o britânico Laurence Godfrey, vencendo-o por 110-108.
A final foi entre Galiazzo e o japonês Hiroshi Yamamoto, que foi derrotado por 111-109.
Nesta Olimpíada a equipe italiana da qual Galiazzo fazia parte, terminou em sétimo lugar na colocação final.

### Pequim 2008
Galiazzo terminou a fase de classificação com 667 pontos, 12 atrás do líder Juan René Serrano. Isso o fez enfrentar o dinamarquês Niels Dall no primeiro round, vencendo-o por 114-97. No segundo round enfrentou o campeão olímpico britânico Alan Wills perdendo por 109–110.
Junto com Ilario Di Buò e Mauro Nespoli também fez parte da equipe italiana. Terminaram o round de classificação em sexto lugar. No primeiro round enfrentaram o Canadá, vencendo por 219-217. Avançaram à semi-final eliminando a Malásia por 218-213. Chegaram à final vencendo a Ucrânia por 223-221, mas na final perderam para a Coréia do Sul por 225-227, levando a medalha de prata para casa.